# Andrzej Krawczyński

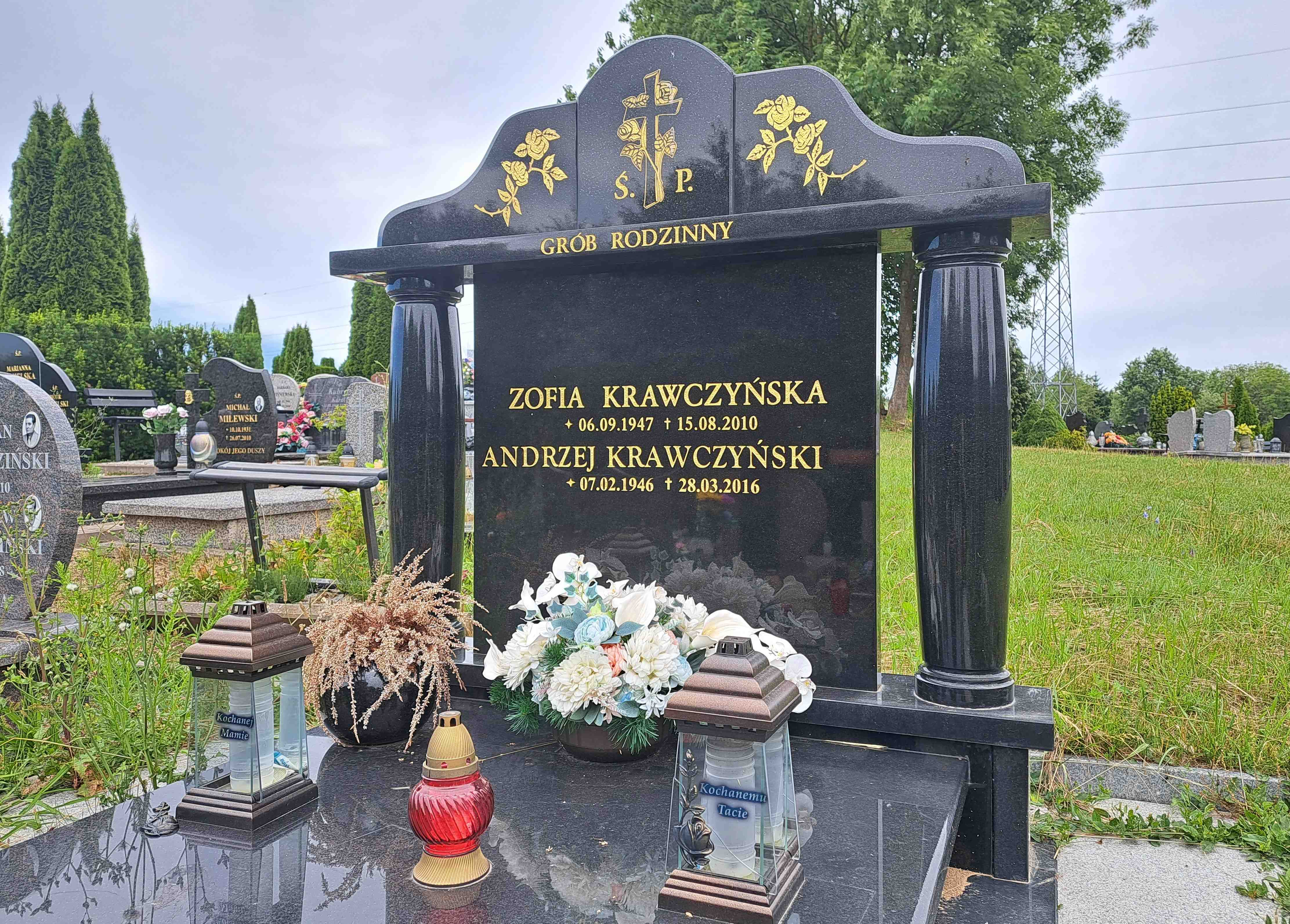
Grób Andrzeja Krawczyńskiego na Cmentarzu Komunalnym Dębica w Elblągu

Andrzej Krawczyński (ur. 7 lutego 1946 w Braniewie, zm. 28 marca 2016 w Elblągu) – polski konstruktor i wynalazca, twórca pierwszego w Polsce joysticka, pionier gier telewizyjnych.

## Życiorys
Urodził się w 1946 roku w rodzinie uznanego murarza w Braniewie Aleksandra Krawczyńskiego i Janiny z domu Ociepa. W 1951 rodzina przeprowadziła się do Elbląga. Szkołę średnią rozpoczął w Technikum Przemysłu Torfowego w Elblągu. Od najmłodszych lat interesowała go jednak elektronika i elektrotechnika, dlatego wkrótce porzucił naukę w tym zawodzie.
Już w wieku 16 lat Andrzej Krawczyński został radiomechanikiem w Zakładzie Usług Radiotechnicznych i Telewizyjnych (ZURiT) w Elblągu.
Po służbie wojskowej w Marynarce Wojennej powrócił do pracy w Zuricie. Jednak najintensywniejszy czas w jego życiu rozpoczął się dopiero w wieku 30 lat, gdy rozpoczął pracę w Komendzie Wojewódzkiej Straży Pożarnych w Elblągu na stanowisku radiomechanika. Był tam odpowiedzialny za montaż i naprawę stacji nadawczo-odbiorczych, nadto miał możliwość oraz dostęp do sprzętu, aby rozwijać swoje pasje. W latach 70. skonstruował m.in. iluminofonię (1974), akustyczny wzmacniacz z instalacją nagłośnieniową dla jednego z miejscowych kościołów (1976), instalację alarmową samochodu (1977), wzmacniacz głośnomówiący do analogowego aparatu telefonicznego (1977), kwarcowy zegar cyfrowy z budzikiem (1978). W latach 80. rozpoczyna konstruowanie konsoli do gier komputerowych, a pierwszy joystick w Polsce skonstruowany przez niego datowany jest na 28 października 1984 roku. Pierwszy masowo produkowany joystick w Polsce powstaje dopiero rok później.
W 1993 roku przeszedł na emeryturę. Zmarł w roku 2016, w wieku 70 lat. W 2021 roku, w 75. rocznicę jego urodzin, Arcade Classic Muzeum w Elblągu otrzymało imię Andrzeja Krawczyńskiego.